# Asociación Deportiva Agropecuaria
La Asociación Deportiva Agropecuaria, conocido simplemente como ADA, es un club de fútbol peruano de la ciudad de Jaén, Departamento de Cajamarca. Fue fundado el 12 de mayo de 1953 y participa a partir de 2024 en la Liga 2, la segunda división del fútbol nacional, tras coronarse campeón de la Copa Perú 2023.

## Historia del club

### 1953: Fundación
El club Asociación Deportiva Agropecuaria fue fundado el 12 de mayo de 1953 en la ciudad de Jaén. Tuvo su origen en el colegio Alfonso Villanueva Pinillos, ex Agropecuario.

### Campañas en Copa Perú
En 1990 fue campeón departamental en Cajamarca y jugó la Etapa Regional de la Copa Perú 1991 donde fue eliminado por Ovación Sipesa que se quedó con el cupo al Torneo Zonal 1992.
Llegó nuevamente a una Etapa Regional en la Copa Perú 2006. Formó parte del Grupo A de la Región II donde acabó en primer lugar delante de Carlos A. Mannucci y obtuvo el pase a la Etapa Nacional. En esa fase fue eliminado por Corazón Micaelino tras perder 3-0 en Piura y obtener un empate 0-0 como local.
En 2014 avanzó a la Etapa Departamental de tras lograr el título provincial de Jaén. Junto a Deportivo Bellavista clasificó a la Etapa Regional de la Copa Perú 2014 donde fue parte del Grupo B de la Región II siendo eliminado tras los incidentes ocurridos en el partido ante Sport Chavelines.

En 2018 alcanzó la etapa Nacional al vencer en la semifinal departamental a Cultural Volante y obtuvo el subcampeonato departamental de Cajamarca detrás de Las Palmas. En la etapa Nacional de la Copa Perú 2018 obtuvo el puesto 30 de la tabla general y no clasificó a la siguiente ronda.

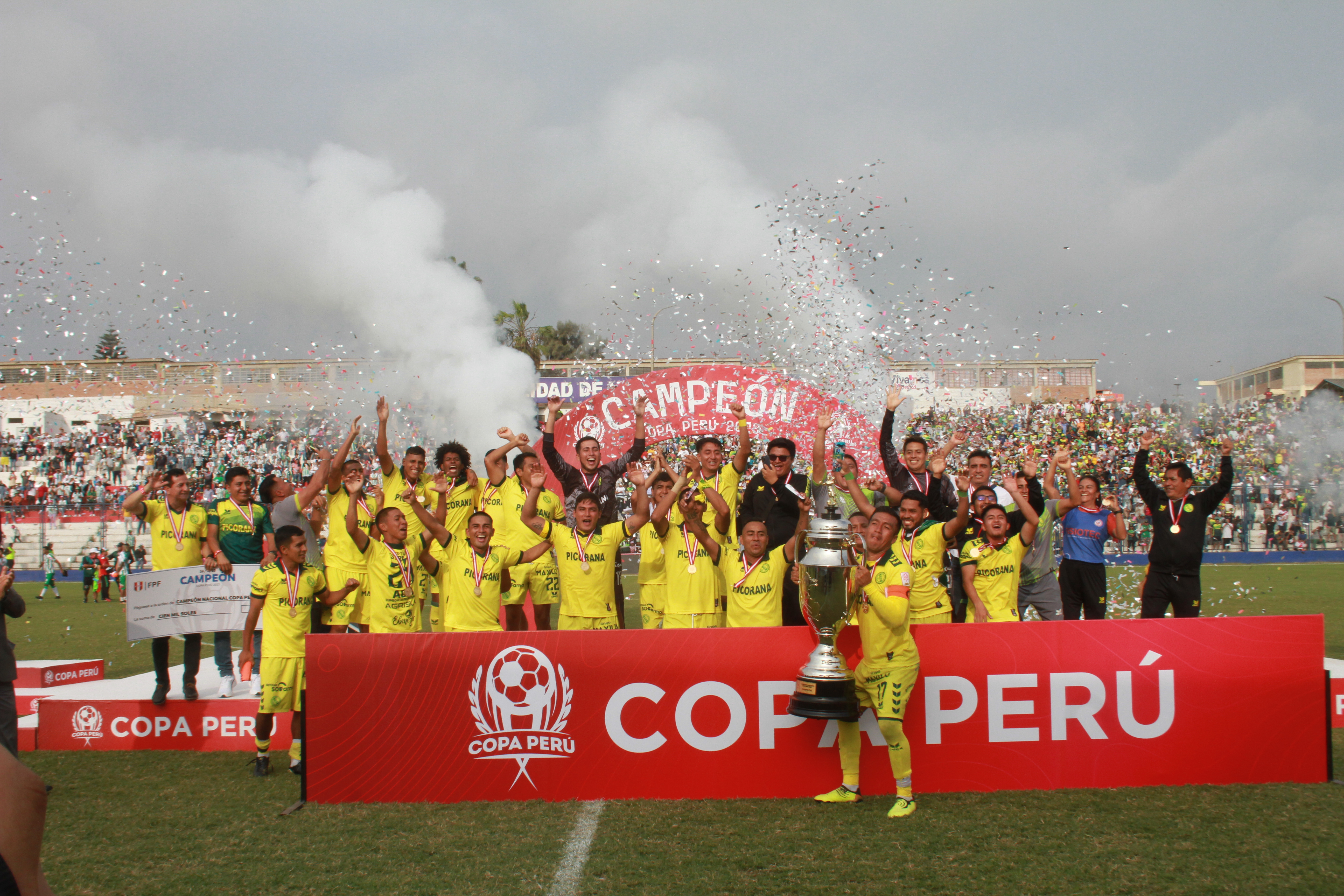
ADA celebrando el titulo de Copa Perú obtenido en 2023.

### 2023: Campeón de la Copa Perú y primer ascenso al fútbol profesional
En 2023, en la gestión del presidente Rony Laván y bajo la mano del entrenador Roberto Arrelucea, llegaron hasta la instancia de cuartos de final de la Copa Perú, donde vencerían en tanda de penales al equipo ayacuchano Sport Cáceres, sellando de esa manera su ascenso a la Liga 2. Dicho ascenso fue celebrado en la ciudad de Jaén con caravanas y fiestas, pues marcó un hecho sin precedentes en la historia jaena. Posteriormente, en semifinales vencerían por 1-0 a la Universidad César Vallejo de Moquegua en un apasionante duelo disputado en el Estadio Iván Elías Moreno de Villa el Salvador. Finalmente, el 26 de noviembre del 2023, se consagrarían campeones por primera vez de la Copa Perú, venciendo 3-1 al FC San Marcos. Se convirtió junto a UTC, en los dos únicos equipos del departamento de Cajamarca que han logrado ser campeones de la Copa Perú. Ese mismo día, el Concejo Municipal de la ciudad de Jaén declaró al 27 de noviembre como el "Día de la Unidad del Pueblo de Jaén" en homenaje al esfuerzo del equipo.

### 2024-Act: Instancia en Liga 2
Siendo ahora un equipo de rango profesional, ADA Jaén debutaría en la Liga 2 de 2024 desde la Zona Norte con un empate 1-1 frente a Deportivo Llacuabamba, la primera victoria como equipo profesional llegaría en la Fecha 6 con un 4-2 contra Carlos Stein. Finalmente acabaría aquella etapa en la quinta posición con 15 puntos y 4 victorias, eso le bastó para avanzar a la siguiente fase del campeonato desde el Grupo A; sin embargo, en aquella etapa no lograría avanzar tras quedar en la penúltima posición de su grupo con apenas 11 puntos y 4 victorias, acabando su primera participación en Segunda División.

## Uniforme
- Uniforme titular: Camiseta verde, pantalón verde, medias verde.
- Uniforme alternativo: Camiseta amarilla, pantalón amarillo, medias amarillas.

### Titular
| 1953-199? | 199?-presente | 2024 | 2025 |

### Visitante
| 2024 | 2025 |

## Datos del club
- Temporadas en Primera División: 0.
- Temporadas en Segunda División: 2 (2024 - )
- Mayor goleada conseguida:
  - En campeonatos nacionales de local: Asociación Deportiva Agropecuaria 4:1 Carlos Stein (2 de julio de 2024).
  - En campeonatos nacionales de visita: Carlos Stein 2:4 Asociación Deportiva Agropecuaria (14 de mayo de 2024).
- Mayor goleada recibida:
  - En campeonatos nacionales de local: Asociación Deportiva Agropecuaria 2:4 Santos (11 de agosto de 2024).
  - En campeonatos nacionales de visita: San Marcos 6:0 Asociación Deportiva Agropecuaria (28 de junio de 2024).

## Estadio
El Estadio Víctor Montoya Segura de Jaén tiene capacidad para 9.000 espectadores aproximadamente y su propietario es el Instituto Peruano del Deporte.

## Rivalidades
Su tradicional rival en la ciudad de Jaén es el Club Cultural y Deportivo Bracamoros. Por su parte la Universidad Técnica de Cajamarca (U.T.C.) es su tradicional rival departamental, entre ambos clubes se han repartido los títulos departamentales de Cajamarca.

## Cuerpo Administrativo (2023), Campeón Copa Perú 2023
- Roberto Quispe (Delegado) (2023)
- Jampier Yajahuanca (Gerente Deportivo) (2023)
- Jeinner Peña Campos ( Jefe de Prensa) (2023)
- Juan Paz Regalado (Jefe de Marketing) (2023)
- Andy Galardo (Marketing) (2023)

## Entrenadores

### Cuerpo Técnico campeón Copa Perú 2023
- Luis La Torre (Preparador Físico) (2023)
- Michell Ríos (Preparador de Arqueros) (2023)
- Roger Guevara ( Jefe de Utilería) (2023)
- Ciro Cruzado (Utilería) (2023)
- Aladino Díaz (Doctor del Equipo) (2023)
- Wilmer Mendoza (Fisioterapeuta) (2023)
- Anita Carrillo (Fisioterapeuta) (2023)

### Cronología de los entrenadores
| - Jesús Paz Oré (1982-1984) - Jesús Paz Oré (1986) - Jesús Paz Oré (1990-1991) - Rafael Abelardo Castañeda Castañeda (2006) - Erick Torres / Alex Magallanes (2014) - Marcial Salazar (2014) - Leonardo Morales (2017) - Jimmy Zamudio Saavedra (2017) - Marco Antonio Ángulo Carrascal (2018) | - Marcial Salazar (2018) - Felix Miguel Gutiérrez Garay (2019) - Alejandro Positos / Nicken Sandoval (2020-2022) - César Sánchez Aurich (2023) - Jimmy Zamudio Saavedra (2023) - Roberto Arrelucea (2023-2024), Campeón Copa Perú 2023 - Marcelo Grioni (2024) - Juan Carlos Bazalar (2024) - Flavio Maestri (2025 - Act.) |

## Palmarés

### Torneos nacionales
| Competición nacional | Títulos | Subcampeonatos |
| -------------------- | ------- | -------------- |
| Copa Perú (1/0)      | 2023.   |                |

### Torneos regionales
| Competición regional                  | Títulos                                               | Subcampeonatos          |
| ------------------------------------- | ----------------------------------------------------- | ----------------------- |
| Liga Departamental de Cajamarca (8/2) | 1982, 1984, 1986, 1987, 1990, 1994, 2006, 2023        | 2014, 2018.             |
| Liga Provincial de Jaén (6/4)         | 1982, 1990, 2014, 2017, 2018, 2019.                   | 2008, 2012, 2013, 2023. |
| Liga Distrital de Jaén (9/3)          | 1975, 1979, 1982, 1990, 2008, 2012, 2013, 2014, 2023. | 2017, 2018, 2019.       |